# Tomáš Vaclík
Tomáš Vaclík (Ostrava, 29. ožujka 1989.) češki je nogometaš koji igra na poziciji golmana. Trenutačno igra za Boavistu.

## Klupska karijera

### Rana karijera
Vaclík je seniorsku karijeru započeo u češkom drugoligaškom klubu Vítkovice u kojem je igrao tri sezone. Nakon toga prešao je u drugoligaški klub Viktoria Žižkov s kojim je u prvoj sezoni ostvario promociju u prvu ligu. U siječnju 2012. prešao je u Spartu Prag.  

### Basel
U svibnju 2014. potpisao je četverogodišnji ugovor s Baselom. Za klub je debitirao 19. srpnja 2014. u ligaškoj utakmici protiv Aaraua koju je Basel dobio 1:2. S Baselom je u četiri sezone tri puta osvojio ligu i jednom kup.

### Sevilla
Dana 9. srpnja 2018. potpisao je za španjolsku Sevillu. Za Sevillu je debitirao 26. srpnja u kvalifikacijskoj utakmici za UEFA Europsku ligu 2018./19. u kojoj je Sevilla pobijedila Újpest 4:0. Dana 12. kolovoza igrao je u utakmici superkupa u kojoj je Barcelona porazila njegov klub 2:1. Tjedan dana kasnije debitirao je u La Ligi protiv Rayo Vallecana kojeg je njegov klub pobijedio 1:4. U UEFA Europskoj ligi debitirao je 20. rujna protiv Standard Liègea u utakmici u kojoj je Sevilla slavila s visokih 5:1. Imenovan je igračem mjeseca La Lige za studeni 2018. Sa Sevillom je osvojio UEFA Europsku ligu 2019./20. U Copa del Reyu debitirao je 21. siječnja 2020. protiv Levantea (3:1). U UEFA Ligi prvaka debitirao je 4. studenog 2020. protiv Krasnodara kojeg je Sevilla pobijedila 3:2.

## Reprezentativna karijera
Tijekom svoje omladinske karijere nastupao je za sve omladinske selekcije Češke od 16 do 21 godine, osim one do 17 godina. Za A selekciju Češke debitirao je 14. studenog 2012. u prijateljskoj utakmici protiv Slovačke koja je poražena 3:0.

## Priznanja

### Individualna
- Član momčadi natjecanja Europskog prvenstva do 21 godine: 2011.
- Igrač mjeseca La Lige: studeni 2018.[6]
- Češki nogometaš godine: 2018.[9]
- Zlatna lopta: 2019.[10]
- Igrač mjeseca grčke Superlige: siječanj 2022.[11]

### Klupska
Basel
- Švicarska Superliga: 2014./15., 2015./16., 2016./17.
- Švicarski nogometni kup: 2016./17.

Sevilla
- UEFA Europska liga: 2019./20.[7]
- UEFA Superkup (finalist): 2020.

Olympiakos
- Grčka Superliga: 2021./22.

### Reprezentativna
- Europsko prvenstveno do 21 godine (bronca): 2011.[12]
- China Cup (bronca): 2018.[13]

## Vanjske poveznice
- Profil, Fotbal DNES
- Profil, Soccerway